# فيليب بيرتا
فيليب بيرتا هو عالم وراثة وسياسي فرنسي، ولد في 11 أبريل 1960 في بيزنسون في فرنسا. نشط حزبياً في الاتحاد من أجل الديمقراطية الفرنسية. وقد انتخب مدير  (2004 – 2007) وانتخب نائب فرنسي عن دائرة Gard's 6th constituency ‏ وقد انضم خلال فترته النيابية ‏ (21 يونيو 2017 – ) للكتلة البرلمانية The Democrats group ‏.